# Открытость опыту (интеллект)
Открытость опыту (от англ. openness to experience) — один из доменов, которые используются для описания человеческой личности в Пятифакторной модели. Или просто черта личности (personality trait). Открытость по разным данным включает в себя несколько основных фасетов, или измерений, но вопрос о точном составе черты до конца не решён. В IPIP-NEO-PI фасетов черты 6 штук, ими выступают: активное воображение (фантазия), эстетическая чувствительность, внимательность к внутренним чувствам, предпочтение разнообразия (авантюризм), интеллектуальное любопытство и вызов авторитету (психологический либерализм). В NEO-PI-R фасетов также 6 штук: открытость к идеям, открытость к чувствам, открытость к ценностям, открытость к фантазии, открытость к эстетике и открытость к действиям. HEXACO-PI-R включает в себя 4 фасета: любознательность, креативность, эстетическое восприятие и нестандартность. Многочисленные психометрические исследования показали, что эти фасеты или качества в значительной степени коррелируют друг с другом, образуя измерение более высокого порядка (открытость). Таким образом, открытость можно рассматривать как глобальную черту личности, состоящую из набора специфических черт, привычек и склонностей, сгруппированных вместе.
Открытость, как правило, распределяется нормально: небольшое количество людей, около 20 %, набирает очень высокие или низкие баллы по этой черте, а большинство 80 % людей набирает средние баллы. Открытость/интеллект описывает индивидуальные различия в когнитивном(мысленном) изучении и познании мира — склонность искать, обнаруживать, ценить, понимать и использовать новую для себя информацию. Люди, получившие низкий балл по шкале открытости, считаются закрытыми для опыта. Они склонны быть обыденными и традиционными в своём мировоззрении и поведении. Они предпочитают знакомую рутину новым впечатлениям и, как правило, имеют более узкий круг интересов. Открытость имеет положительные связи с творчеством, любознательностью, интеллектом (в том числе IQ) и знаниями. Люди с высокой открытостью чувствительны к красоте, которую можно найти в музыке, искусстве, поэзии или природе, их чувства и эмоциональные реакции разнообразны и важны для них самих.

## Измерение
Измерить открытость можно при помощи специально разработанных самоотчётных методик, опирающихся на лексические описания или утверждения. В психологических исследованиях в целях контроля за самоотчётами, также часто применяются методы стороннего наблюдения и экспертных оценок, позволяющие наглядно и объективно на практике отследить частоту паттернов внешнего поведения человека, а затем соотнести результаты.
- Лексические измерения используют для этого отдельные прилагательные, которые показывают то, насколько человек считает себя согласным с тем, что его будут описывать данным прилагательным. Они отражают такие черты открытости опыту, как творческий, интеллектуальный, художественный, философский, глубокий . Голдберг (1992) разработал меру из 20 слов как часть своих маркеров Большой пятерки из 100 слов.[12] Saucier (1994) разработал более короткую меру из 8 слов как часть своих мини-маркеров из 40 слов[13]. На русском языке доступны опросники — BFI в адаптации С. А. Щебетенко(2014), BFI-2 в адаптации С.А. Щебетенко, А.Ю. Калугин, А.М. Мишкевич(2021).[14] Кроме того Giunti Psychometrics в 2011 году на русский язык адаптирован опросник BFQ-2[15].
- Измерения при помощи утверждений содержат больше слов и соответственно занимают больше исследовательского места, чем лексические опросники. Подобные методики пытаются судить о чертах человека на основании его отношения к заготовленным заранее утверждениям, связанным с типичным или не типичным поведением человека, имеющего данную черту, в определённой ситуации.[10] Примером утверждения может послужить «Мне было бы скучно в художественной галерее», взятая из опросника HEXACO-PI-R, также измеряющего открытость, но не относящегося к пятифакторным моделям. На русском языке доступны следующие опросники — 5PFQ в адаптации А. Б. Хромова(2000), BFFM-100 и BFFM-50 в адаптации Г. Г. Князева, Л. Г. Митрофанова, В. А. Бочарова(2010). Но наиболее распространённый, достоверный и известный опросник NEO-PI-R от P. Costa и R. McCrae также доступен.[5] В исследовательском инструменте NEO PI-R оценивается шесть фасетов, называемых открытостью к идеям, чувствам, ценностям, фантазии, эстетике и действиям соответственно. HEXACO-PI-R, основанный на шестифакторной модели некоторых языков также доступен на русском языке в адаптации М. С. Егоровой, О. В. Паршиковой и О. В. Митиной (2015) и оценивает четыре фасета открытости: любознательность, креативность, эстетическое восприятие и нестандартность[6].

Согласно исследованию Сэма Гослинга, оценить открытость можно, исследуя дома и рабочие места людей. Люди, очень открытые новому опыту, как правило, имеют отличительные и нетрадиционные украшения. У них также, вероятно, будут представлены книги на самые разные темы, разнообразная музыкальная коллекция и произведения искусства.

## История
Впервые упоминание и выделение 5-го домена связано с работой Donald W. Fiske, получившего в 1949 году на основе статистического кластерного анализа материалов 16PF Реймонда Кеттелла первую пятифакторную структуру личности. Тем не менее до полученных в 1961 Tupes и Christal, и в 1963 W.T. Norman результатов, данной модели в целом и конкретному фактору не придавалось большого значения, но новые данные подстегнули интерес и модель вместе с факторами получила своё дальнейшее развитие.
Исторически, в первый раз, 5-й домен черт личности был назван Культурой(Culture) в Пятерке Нормана(Normans Five), ставшей впоследствии привычной Большой Пятеркой(Big Five) благодаря Lewis Goldberg’у в 1981 году. Там домен получил своё второе и основное название Интеллект(Intellect), которое закреплено за ним до сих пор в рамках модели большой пятерки. Изначально данный фактор, как Культура(Culture) включал в себя высокие культурные аспекты(цивилизованный, утонченный, логичный, дальновидный и д.р.), но как показал дальнейший статистический анализ, данные пункты не содержали значительной нагрузки на него и сильно пересекались с Добросовестностью(Conscientiousness), поэтому в своей работе L. Goldberg назвал данный фактор Интеллектом(Intellect), так как он был больше связан с характеристиками ума, знания, мудрости, объективности, продуманности, проницательности и др.
Наиболее же часто встречающееся и самое известное сегодня название данного домена открытости/открытость опыту(openness/openness to experience) пришло к нему в рамках исследований Пятифакторной модели и теории(FFM — Five Factor Model, FFT — Five Factor Theory), проводимых P. Costa и R. McCrae, сместив фокус изначально только с интеллектуальных способностей, на факторы связанные с открытым и активным поиском и взаимодействием(не социальным) с окружающим миром, позволяющие расширять не только интеллектуальные способности, но и весь внутренний кругозор человека во множестве сфер. То есть, Открытость опыту, это не просто интеллектуальные способности, но и активная деятельность — интеллектуальное любопытство, креативность. творческое воображение и эстетическая чувствительность, соответственно.
На сегодняшний день, большинство исследователей в рамках большой пятерки и пятифакторной модели для обозначения домена пользуются сокращенным понятием открытости (O — Openness), но также часто можно встретить написание Открытость/Интеллект(Openness/Intellect), так как оно тесно связано с обоими аспектами данного названия, или даже полноценное Открытость опыту(Openness to experience), кроме того в некоторых работах можно увидеть варианты Imagination и Open-mindedness. Все они по своей сути обозначают одно и то же, так как единой традиции названия все ещё не сложилось.

## Психологические аспекты
Открытость опыту имеет как мотивационный, так и структурный компоненты. Люди с высокой степенью открытости мотивированы искать новый опыт и заниматься самоанализом. Структурно у них изменчивый стиль сознания, который позволяет им создавать новые ассоциации между отдаленно связанными идеями. Закрытые люди, напротив, более комфортно чувствуют знакомый и традиционный опыт.

### Творческий подход
Открытость опыту коррелирует с креативностью, измеряемой тестами дивергентного мышления. Открытость была связана как с художественным, так и с научным творчеством, поскольку было обнаружено, что профессиональные художники, музыканты и ученые более открытыми по жизни по сравнению с представителями населения планеты в целом.

### Интеллект и знания
Открытость опыту коррелирует с интеллектом, коэффициенты корреляции колеблются примерно от r = 0,30 до r = 0,45. Открытость опыту умеренно связана с кристаллизованным интеллектом, но лишь слабо с подвижным интеллектом. Эти умственные способности могут проявляться легче, когда люди проявляют любознательность и открыты для обучения. Несколько исследований выявили положительную связь между открытостью опыту и общими знаниями. Люди с высокой степенью открытости могут быть более заинтересованы в интеллектуальных занятиях, которые расширяют их знания. Открытость к опыту, в особенности фасет Идеи, связан с потребностью в познании мотивационной тенденцией обдумывать идеи, тщательно анализировать информацию и получать удовольствие от решения головоломок, а также с типичной интеллектуальной вовлеченностью (конструкция, аналогичная потребности в познание).

### Отношение к другим чертам личности
Хотя предполагается, что факторы в модели «Большой пятерки» формально независимы, открытость опыту и экстраверсия, оцененные в NEO-PI-R и ряде других методик, имеют существенную положительную корреляцию. Открытость к опыту также имеет умеренную положительную корреляцию с поиском ощущений, особенно с аспектом поиска опыта. Несмотря на это, сегодня утверждается, что открытость опыту по-прежнему является независимым от других черт измерением личности, а их ковариация или остаточные связи друг между другом принято списывать на проблемы общего метода измерения (самоотчётов). Одно из проведённых исследований также показало, что открытость опыту имеет существенную положительную корреляцию с самотрансцендентностью («духовная» черта) и, в меньшей степени, с поиском новизны (концептуально похоже на поиск ощущений).

### Субъективное благополучие и психическое здоровье
Было обнаружено, что открытость опыту имеет небольшие, но значимые корреляции со счастьем, позитивным аффектом и качеством жизни и не связана с удовлетворенностью жизнью, негативным аффектом и общим аффектом у людей в целом. Эти отношения с аспектами субъективного благополучия, как правило, слабее по сравнению с другими чертами пятифакторной модели, то есть экстраверсией, невротизмом, добросовестностью и доброжелательностью. Было обнаружено, что открытость опыту связана с удовлетворенностью жизнью у пожилых людей после учёта смешанных факторов. Открытость обычно не связана с наличием психических расстройств. Мета-анализ отношений между чертами пятифакторной модели и симптомами психологических расстройств показал, что ни одна из исследованных диагностических групп не отличалась от контрольной группы по открытости опыту.
Кроме того, открытость опыту может способствовать изящному старению, способствуя здоровой памяти и вербальным способностям, а также ряду других важных когнитивных функций у пожилых людей.

### Сексуальность
Открытость связана со многими аспектами сексуальности. Мужчины и женщины с высоким уровнем открытости более хорошо информированы о сексе, имеют более широкий сексуальный опыт, более сильное сексуальное влечение и более либеральные сексуальные установки. В супружеских парах уровень открытости женщин, но не мужчин, связан с сексуальным удовлетворением. Это может быть связано с тем, что открытые жены более охотно исследуют различные новые сексуальные переживания, что приводит к большему удовлетворению обоих супругов. По сравнению с гетеросексуалами, гомосексуалы, асексуалы или бисексуалы — особенно бисексуалы — в среднем более открыты.

## Гены
Считается, что открытость опыту, также как и другие черты в пятифакторной модели, имеет в своей основе генетический компонент. Монозиготные близнецы (у которых одинаковая ДНК) демонстрируют схожие показатели открытости опыту, даже если они были приняты в разные семьи и воспитывались в совершенно разных условиях. Кроме того у генетически идентичных монозиготных близнецов сходство в уровне открытости находится на более высоком уровне чем у дизиготных близнецов. Одно генетическое исследование с участием 86 испытуемых выявило связь открытости опыта и полиморфизма 5-HTTLPR, который связан с геном транспортера серотонина. Метаанализ, проведённый Bouchard и McGue в четырёх исследованиях на близнецах, показал, что открытость является наиболее наследуемой (среднее значение = 57 %) из Большой пятерки черт.
Более высокие уровни открытости были связаны с активностью восходящей дофаминовой системы и дорсолатеральной префронтальной коры. Открытость — единственная черта личности, которая коррелирует с нейропсихологическими пробами функции дорсолатеральной префронтальной коры, поддерживая теоретические связи между открытостью, когнитивным функционированием и IQ.

## Употребление наркотиков
Психологи в начале 1970-х годов использовали концепцию открытости опыту для описания людей, которые с большей вероятностью употребляют марихуану. Открытость была определена в этих исследованиях как высокая креативность, предприимчивость, стремление к новизне внутренних ощущений и низкий авторитаризм. Несколько корреляционных исследований подтвердили, что молодые люди, набравшие высокие баллы по этому набору признаков, с большей вероятностью употребляют марихуану. Более поздние исследования повторили этот вывод, используя современные показатели открытости.
Кросс-культурные исследования показали, что культуры с высокой степенью открытости опыту имеют более высокие показатели употребления наркотика экстази, хотя исследование на индивидуальном уровне в Нидерландах не выявило различий в уровнях открытости между пользователями и не пользователями. Потребители экстази, как правило, были более экстравертированными и менее добросовестными, чем те, кто не употреблял.